# Tagora insulindica
Tagora insulindica är en fjärilsart som beskrevs av Felix Bryk 1944. Tagora insulindica ingår i släktet Tagora och familjen Eupterotidae. Inga underarter finns listade i Catalogue of Life.